# Kolang Bor
Kolang Bor (persiska: کلنگ بر) är en ort i Iran.   Den ligger i provinsen Ilam, i den västra delen av landet, 500 km sydväst om huvudstaden Teheran. Kolang Bor ligger 780 meter över havet och antalet invånare är 302.
Terrängen runt Kolang Bor är huvudsakligen kuperad, men den allra närmaste omgivningen är bergig. Kolang Bor ligger nere i en dal. Runt Kolang Bor är det ganska glesbefolkat, med 39 invånare per kvadratkilometer. Närmaste större samhälle är Lūmār, 5,7 km söder om Kolang Bor. Omgivningarna runt Kolang Bor är i huvudsak ett öppet busklandskap.